# Gynoplistia (Gynoplistia) vittinervis
Gynoplistia (Gynoplistia) vittinervis is een tweevleugelige uit de familie steltmuggen (Limoniidae). De soort komt voor in het Australaziatisch gebied.